# Stevan Raítchkovitch
Stevan Raítchkovitch, em alfabeto cirílico Стеван Раичковић (Neresnica, Sérvia, 5 de julho de 1928- Belgrado, 6 de maio de 2007) é considerado um dos maiores poetas sérvios do pós-guerra, surgindo na cena literária sérvia no início dos anos de 1950, com uma obra que utilizava-se do lirismo e desafiava o Realismo socialista imposto à arte na URSS de Stálin e nos países da Europa Oriental que seguiam a mesma orientação jdanovista, que exigia da cada obra que apresentasse temas sociais ou patrióticos. 
Frequentemente Stevan Raítchkovitch é citado como um dos três maiores poetas deste período, juntamente com Vasko Popa e Miodrag Pávlovitch. Apesar de ser um poeta muito prolífico, era ainda editor, criador de histórias infantis e tradutor dos sonetos de Shakespeare, Petrarca] e poemas de vários autores russos como Aleksandr Blok, Anna Akhmatova, Boris Pasternak, Marina Tsvetaeva e Joseph Brodsky. 
Sua poesia é caracterizada por uma espontaneidade melódica e ressonante, em tom confessional, sendo Raítchkovitch considerado o principal representante da lírica intimista no período pós II Guerra Mundial.  .